# 戴維斯高地
戴維斯高地（英語：Davies Heights），是南極洲的高地，位於南設得蘭群島的喬治王島，處於菲爾德斯半島中北部，長2公里，海拔高度150米，由英國南極名稱諮詢委員會命名，現時由南極條約體系管理。